# 徐世勣討王德仁之戰
徐世勣讨王德仁之战，618年（魏永平二年、隋炀帝大业十三年、隋恭帝义宁二年），瓦岗军将领徐世勣奉李密之令，征讨另一支义军首领王德仁的战斗。
618年二月，瓦岗军首领魏公李密派房彦藻、郑颋等人，东出黎阳（今河南滑县东北），分两路招抚州县。房彦藻从河北招降窦建德返回，路经卫州（治卫县，今河南淇县东），被另一支义军首领王德仁击杀。王德仁以林虑山（今河南林县北）为根据地，有数万众，四出抄掠，影响波及许多州县。五月，李密派徐世勣前去征讨，王德仁兵败，便与武安郡通守袁子干一起降唐，被任命为邺郡太守。